# Каладболг
Каладболг (валл. Caledfwlch) — в средневековой валлийской литературе является легендарным мечом Фергуса из Уладского цикла ирландской мифологии. Каладболг (древнеирландский Caladbolg), связанный с Каледвулхом, а также отождествляется с Экскалибуром более позднего времени в Материале Британии. Каладболг также связан с менее известным героем Уладского цикла Фергусом Мак Лети, что предполагает слияние двух легенд. В некоторых легендах говорится, что это был двуручный меч, который при взмахе закруглялся, как дуга радуги, мог срезать вершины холмов и уничтожить целую армию.
Каладболг может быть связан лингвистически с копьём Кухулина, Га-Болг, или с самим Ка́либурном из короля Артура, который в древней валлийской мифологии называется Каледвулх. В первоначальных версиях мифа использовался Кухулином.
Во время событий Похищения быка из Куальнга, Айлиль Мак Мат забирает Каладболг у Фергуса, когда он узнает об отношениях Фергуса с его женой Медб. Он возвращает меч Фергусу, когда тот сражается с народом Улада. Фергус сеет хаос против сил Улада своим клинком, но Коналл Кернах убеждает его не убивать Конхобара мак Несса. Вместо этого Фергус наносит «Три великих удара» на трёх небольших холмах, взрывая их вершины.

## Название
Каладболг в переводе с древневаллийского буквально означает: «твердая расселина». Имя появляется во множественном числе как родовое слово для «великих мечей» в ирландском переводе классической литературы X века. Иногда пишется как Каладхолг («жесткое лезвие»).